# Buzaj Ibragimow
Buzaj Magomiedowicz Ibragimow (ros. Бузай Магомедович Ибрагимов; ur. 10 czerwca 1956) – radziecki zapaśnik startujący w stylu wolnym.
Wicemistrz świata w 1978. Złoty medalista mistrzostw Europy w 1978 i 1981, a trzeci w 1982. Pierwszy w Pucharze Świata w 1979 roku.
Mistrz ZSRR w 1978; drugi w 1980; trzeci w 1981 roku.